# Collegio uninominale Emilia-Romagna - 09 (2017)
Il collegio elettorale uninominale Emilia-Romagna - 09 è stato un collegio elettorale uninominale della Repubblica Italiana per l'elezione della Camera dei deputati tra il 2017 ed il 2022.

## Territorio
Come previsto dalla legge elettorale italiana del 2017, il collegio era stato definito tramite decreto legislativo all'interno della circoscrizione Emilia-Romagna.
Era formato dal territorio di 4 comuni: Campogalliano, Carpi, Modena e Soliera.
Il collegio era quindi interamente compreso nella provincia di Modena.
Il collegio era parte del collegio plurinominale Emilia-Romagna - 02.

## Eletti
| Elezione | Elezione | Deputato          | Partito             |
| -------- | -------- | ----------------- | ------------------- |
|          | 2018     | Beatrice Lorenzin | Civica Popolare     |
|          | 2019     | Beatrice Lorenzin | Partito Democratico |

## Dati elettorali

### XVIII legislatura
Come previsto dalla legge elettorale, 232 deputati erano eletti con sistema a maggioranza relativa in altrettanti collegi uninominali a turno unico.
| Candidati              | Candidati                   | Voti    | %     | Liste                           | Voti    | %     |
| ---------------------- | --------------------------- | ------- | ----- | ------------------------------- | ------- | ----- |
|                        | Beatrice Lorenzin ✔️ Eletto | 58 095  | 36,84 | Partito Democratico             | 49 957  | 31,68 |
| +Europa                | Beatrice Lorenzin ✔️ Eletto | 58 095  | 36,84 | 5 545                           | 3,52    |       |
| Italia Europa Insieme  | Beatrice Lorenzin ✔️ Eletto | 58 095  | 36,84 | 1 439                           | 0,91    |       |
| Civica Popolare        | Beatrice Lorenzin ✔️ Eletto | 58 095  | 36,84 | 1 154                           | 0,73    |       |
|                        | Ylenja Lucaselli            | 42 716  | 27,08 | Lega                            | 22 283  | 14,13 |
| Forza Italia           | Ylenja Lucaselli            | 42 716  | 27,08 | 14 562                          | 9,23    |       |
| Fratelli d'Italia      | Ylenja Lucaselli            | 42 716  | 27,08 | 4 936                           | 3,13    |       |
| Noi con l'Italia - UDC | Ylenja Lucaselli            | 42 716  | 27,08 | 935                             | 0,59    |       |
|                        | Enrica Toce                 | 42 222  | 26,77 | Movimento 5 Stelle              | 42 222  | 26,77 |
|                        | Maria Cecilia Guerra        | 9 478   | 6,01  | Liberi e Uguali                 | 9 478   | 6,01  |
|                        | Carmelo Tavilla             | 1 931   | 1,22  | Potere al Popolo!               | 1 931   | 1,22  |
|                        | Flavio Morani               | 1 087   | 0,69  | Il Popolo della Famiglia        | 1 087   | 0,69  |
|                        | Stefano Ferrarini           | 824     | 0,52  | CasaPound                       | 824     | 0,52  |
|                        | Simone Reggiani             | 604     | 0,38  | Italia agli Italiani            | 604     | 0,38  |
|                        | Francesco Giliani           | 543     | 0,34  | Per una Sinistra Rivoluzionaria | 543     | 0,34  |
|                        | Silvia Vallisneri           | 213     | 0,14  | PRI - ALA                       | 213     | 0,14  |
| Totale                 | Totale                      | 157 713 | 100   |                                 | 157 713 | 100   |
|                        |                             |         |       |                                 |         |       |
| Voti non validi        | Voti non validi             | 4 296   | 2,65  |                                 |         |       |
| Votanti                | Votanti                     | 162 009 | 79,62 |                                 |         |       |
| Elettori               | Elettori                    | 203 469 |       |                                 |         |       |